# Шильнебаш
 Шильнебаш  — село в Тукаевском районе Татарстана. Административный центр Шильнебашского сельского поселения.

## География
Находится в северо-восточной части Татарстана на расстоянии приблизительно 3 км на юго-восток от районного центра города Набережные Челны.

## История
Основано во второй половине XVII века как татарская деревня, которая упоминалась позднее как Шильнабаш. В 1657 году у истоков реки Шильнинка, на лесной поляне, было поселено 42 семьи русских крестьян. Недалеко от села имеются следы от засеки Закамской укрепленной линии XVII века. В середине XVIII века земли около деревни купил И. И. Небогатов (владелец Шильнинского медеплавильного завода) и началось заселение русскими крестьянами. Основными занятиями населения были земледелие, разведение скота, пчеловодство, плетение лаптей. В начале XX века в селе Шильнебаш функционировали церковно-приходская школа, кузница, хлебозапасный магазин, 2 бакалейные лавки. После революции в 30-е годы в селе Шильнебаш был создан колхоз «Новый путь», образован сельский Совет. Так же на территории Шильнебашского сельского поселения была создана коммуна «Восходящая Заря». После Великой Отечественной войны количество населения в селах уменьшилось, многие жители уехали в Узбекистан, на Урал. В 1959 году, после укрепления колхозов сельсовет был ликвидирован и деревни присоединили к Князевскому сельсовету, совхозу «Татарстан». В феврале 1964 года Шильнебашское отделение совхоза «Татарстан» было присоединено к откормсовхозу «Челнинский», контора которого находилась в г. Набережные Челны. С началом строительства «КАМАЗа» центральная усадьба совхоза «Челнинский» из г. Набережные Челны перенесена в с. Шильнебаш. В связи с чем население с. Шильнебаш и д. Тогаево увеличилось и составило 567 человек, которые проживали в 174 хозяйствах. В январе 1977 года на основании Указа Президиума Верховного Совета народных депутатов Татарской АССР, по предложению исполнительного комитета Тукаевского районного Совета народных депутатов был образован Шильнебашский сельский Совет в составе населенных пунктов село Шильнебаш и деревни Тогаево. В то время население обоих сел составляло 567 человек, которые проживали в 174 хозяйствах.

## Население
Постоянных жителей было: в 1795—332, в 1870—359, в 1897—877, в 1906—1008, в 1920—930, в 1926—784, в 1938—674, в 1949—391, в 1958—287, в 1970—312, в 1979—474, в 1989 — 78, 883 в 2002 году (русские 65 %), 990 в 2010.

## Культура
Храм Петра и Павла (строительство началось в 2013 году), Церковь Архангела Михаила (год постройки - 2017).